# Ото Шенк фон Ербах
Ото Шенк фон Ербах (на немски: Otto, Schenk von Erbach; * пр. 1422; † 28 март 1468) е наследствен шенк на Ербах в Ербах.

## Произход
Той е син на шенк Еберхард X фон Ербах († 1418) и съпругата му Мария фон Бикенбах († 1397), дъщеря на Дитрих I фон Бикенбах, господар на Хоенберг († 1403) и Агнес фон Изенбург-Бюдинген († 1404), дъщеря на Хайнрих II фон Изенбург-Бюдинген. Брат е на Дитрих Шенк фон Ербах (1390 – 1459), архиепископ на Майнц (1434 – 1459).
Ото Шенк фон Ербах умира на 28 март 1468 г. и е погребан в Михелщат.

## Фамилия
Ото Шенк фон Ербах се жени на 10 май 1440 г. в Бишофсхайм за графиня Амелия фон Вертхайм († сл. 1442), вдовица Виланд фон Фрайберг (* 1400; † 14 януари 1439), дъщеря на граф Михаел I фон Вертхайм († 1440) и София фон Хенеберг († 1441). Те имат две дъщери:
- Амелия (Амели) фон Ербах (* пр. 1454; † 23 март 1482), омъжена през февруари 1454 г. за Херман V/VI фон Рененберг (* пр. 1435; † 12 февруари 1471)
- Ева фон Ербах (* пр. 1461; † 11 януари 1489), омъжена 1461 г. за фрайхер Зигмунд фон Шварценберг († 3 юли 1502)